# Onda Verde
Onda Verde é um município brasileiro do estado de São Paulo. A cidade tem uma população de 4.771 habitantes (IBGE/2022). A cidade integra a Região Metropolitana de São José do Rio Preto.

## História
Onda Verde recebeu status de município em 1963, com sede instalada em 1964. O Paço Municipal foi instalado em 22 de março de 1965, na Avenida Romano Calil, nº 261.

### Formação territorial-administrativa
Histórico da formação do município:
- Distrito criado no município de Nova Granada pelo Decreto nº 6.765, de 11/10/1934.
- Município criado pela Lei nº 8.092, de 28/12/1964.

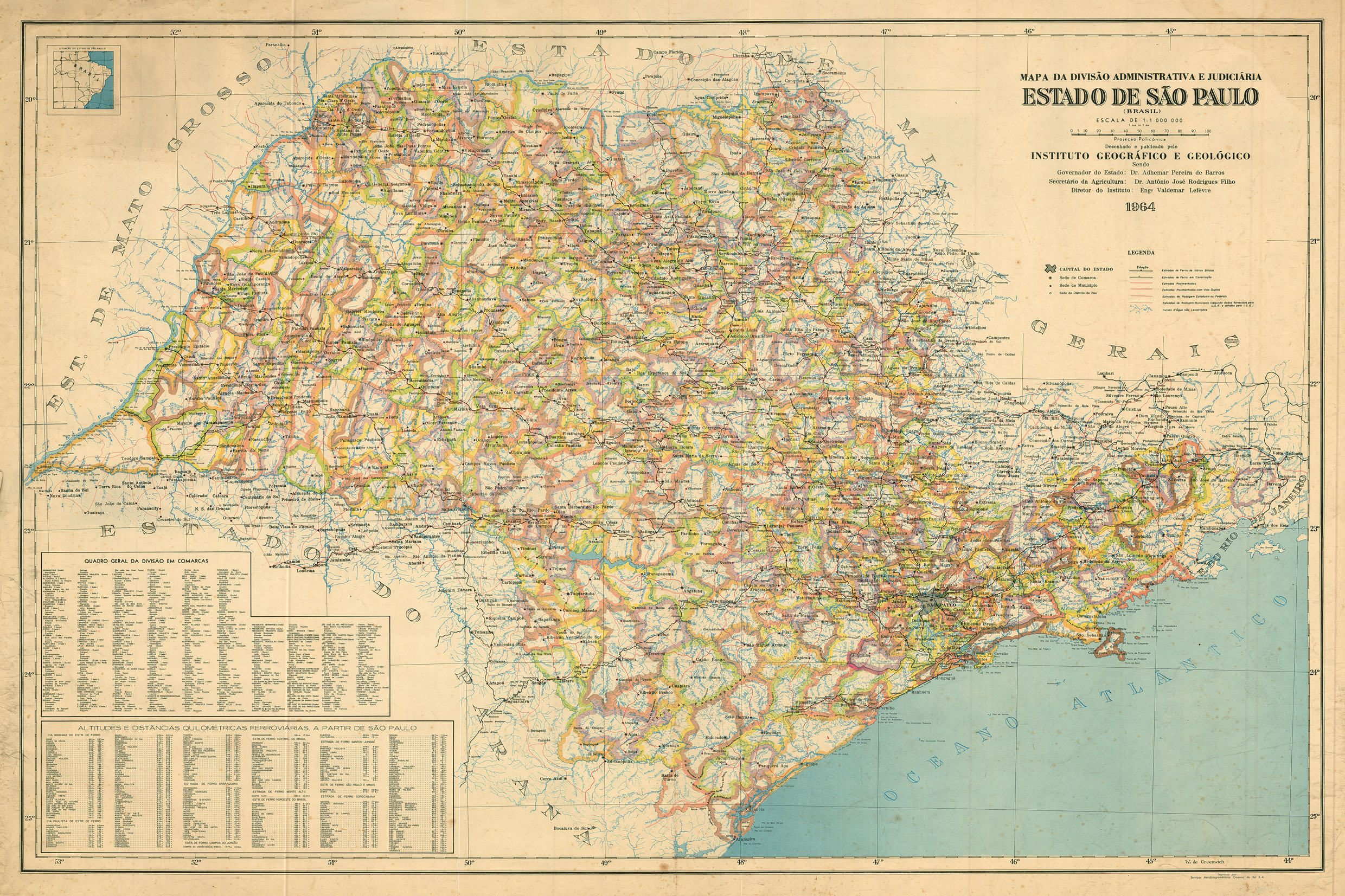
Estado de São Paulo (1964).

## Geografia
Localiza-se a uma latitude 20º36'00" sul e a uma longitude 49º17'43" oeste, estando a uma altitude de 534 metros. Possui área de 243,1 km².

## Demografia

### População
| Crescimento populacional                             | Crescimento populacional | Crescimento populacional | Crescimento populacional |
| Ano                                                  | População Total          |                          | %±                       |
| ---------------------------------------------------- | ------------------------ | ------------------------ | ------------------------ |
| 1970                                                 | 2 180                    |                          | —                        |
| 1980                                                 | 2 015                    |                          | −7,6%                    |
| 1991                                                 | 2 829                    |                          | 40,4%                    |
| 2000                                                 | 3 413                    |                          | 20,6%                    |
| 2010                                                 | 3 884                    |                          | 13,8%                    |
| 2022                                                 | 4 771                    |                          | 22,8%                    |
| Est. 2024                                            | 4 912                    | [ 11 ]                   | 3,0%                     |
| Fontes: Censos Demográficos IBGE e Estimativas SEADE |                          |                          |                          |

### Dados demográficos
Dados do Censo - 2010
População total: 3.884
- Urbana: 3.043
- Rural: 841
- Homens: 1.993[15]
- Mulheres: 1.891

Densidade demográfica (hab./km²): 15,98
Taxa de alfabetização: 91,7%
Dados do Censo - 2000
Mortalidade infantil até 1 ano (por mil): 11,83
Expectativa de vida (anos): 73,53
Taxa de fecundidade (filhos por mulher): 2,83
Índice de Desenvolvimento Humano (IDH-M): 0,777
- IDH-M Renda: 0,684
- IDH-M Longevidade: 0,809
- IDH-M Educação: 0,838

(Fonte: IPEADATA)

## Política e administração
O atual prefeito do município é Fabrício Pires de Carvalho (2021-2024).

## Infraestrutura

### Comunicações
O sistema de telefones automáticos foi inaugurado na cidade em 1985 pela Telecomunicações de São Paulo (TELESP), que também implantou o sistema de discagem direta à distância (DDD) em 1988 com o código de área (0172). Anteriormente a cidade era atendida pela Cia. Telefônica Rio Preto, empresa administrada pela Companhia Telefônica Brasileira (CTB).
Na década de 90 o código DDD da cidade foi alterado para (017), para padronização do sistema telefônico com a telefonia celular que estava sendo implantada em todo o estado.

## Religião
O Cristianismo se faz presente na cidade da seguinte forma:

### Igreja Católica
- A igreja faz parte da Diocese de São José do Rio Preto.[23]

### Igrejas Evangélicas
- Assembleia de Deus Ministério do Belém.[24][25]
- Congregação Cristã no Brasil.[26]